# Lindome
Lindome er en forstad til Göteborg og ligger i Mölndals kommun.
Den havde ca. 11,037 indbyggere i 2010  og er en del af storbysområdet Stor-Göteborg.
Byen ligger ca. 17 km syd for Göteborg centrum og har togforbindelse til Göteborg, Kungsbacka og Lund.